# Efeu-Sommerwurz
Die Efeu-Sommerwurz (Orobanche hederae) ist eine Pflanzenart aus der Gattung der Sommerwurzen (Orobanche) in der Familie der Sommerwurzgewächse (Orobanchaceae).

## Beschreibung

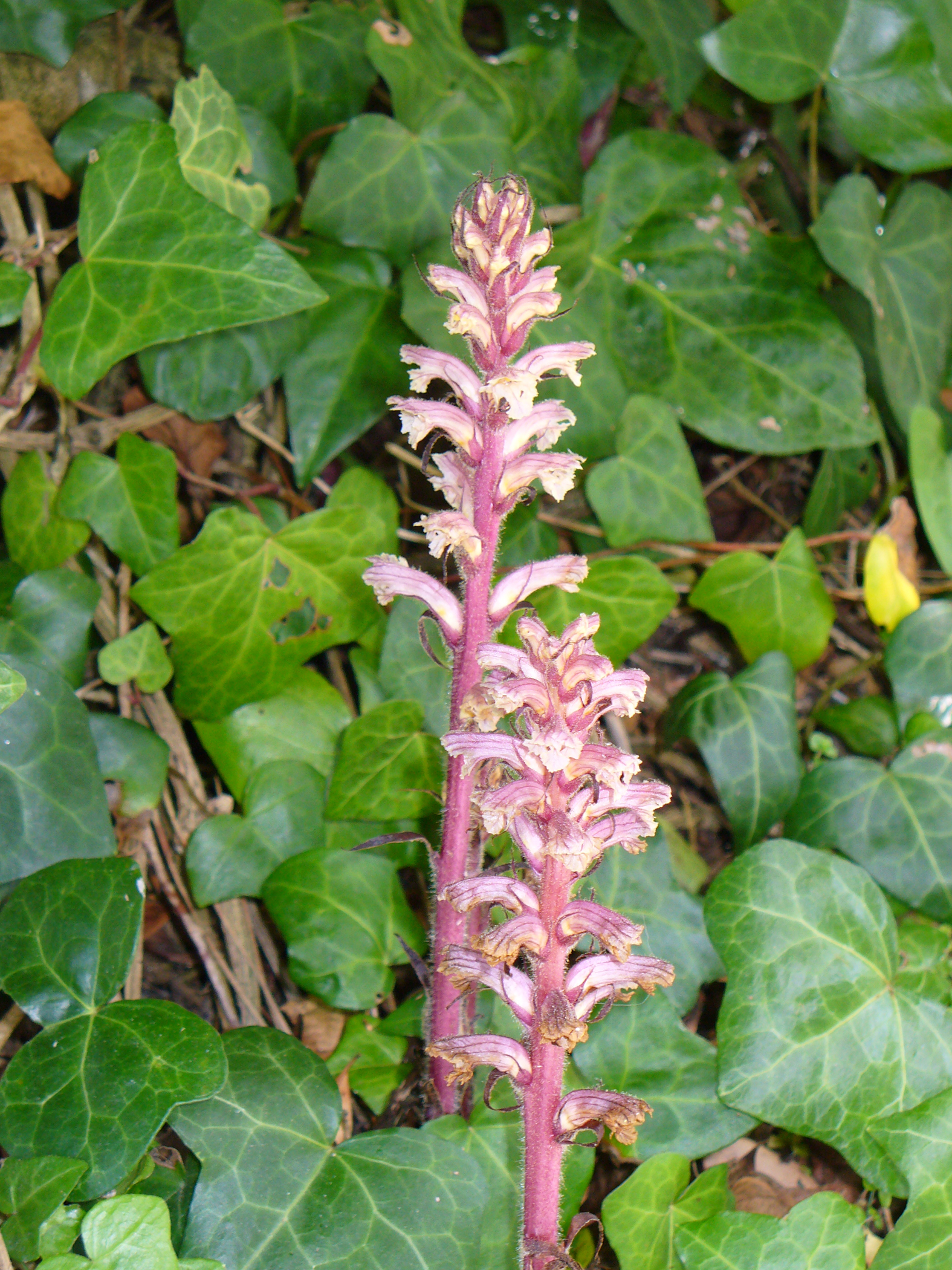
Efeu-Sommerwurz (Orobanche hederae)

Die Efeu-Sommerwurz ist eine 15 bis 60 cm hoch wachsende, parasitäre Pflanze, die auf Gemeinem Efeu (Hedera helix) parasitiert. Die Deck- und Schuppenblätter sind auffällig breit.
Die Krone ist 10 bis 15 mm lang, weißlich oder gelblich gefärbt. Die Oberlippe ist rötlich und hat oftmals violette Adern. Außen ist die Krone kahl oder nur vereinzelt mit hellen, drüsigen Trichomen besetzt. Die Kronröhre ist oberhalb der Mitte deutlich verengt. Die Rückenlinie der Blütenkrone ist mehr oder weniger gleichmäßig gebogen. Die Narbe ist zunächst gelb gefärbt, wird später aber bräunlich.
Die Blütezeit ist Mai bis Juli.
Die Chromosomenzahl beträgt 2n = 38.

## Vorkommen
Die Art ist in Westeuropa und Westasien beheimatet. Ihr Verbreitungsgebiet umfasst die Azoren, Marokko, Algerien, Südeuropa, Mitteleuropa, Großbritannien, die Ukraine, den Kaukasusraum, die Türkei und den Iran. Sie wächst in Parkanlagen und Ruinen sowie an Waldrändern auf frischen, nährstoffreichen Lehmböden. Sie kommt in Mitteleuropa vor allem in Gesellschaften der Ordnung Prunetalia vor.
Die ökologischen Zeigerwerte nach Landolt & al. 2010 sind in der Schweiz: Feuchtezahl F = 2 (mäßig trocken), Lichtzahl L = 2 (schattig), Reaktionszahl R = 3 (schwach sauer bis neutral), Temperaturzahl T = 4+ (warm-kollin), Nährstoffzahl N = 3 (mäßig nährstoffarm bis mäßig nährstoffreich), Kontinentalitätszahl K = 2 (subozeanisch).